# Lemna aequinoctialis
Lemna aequinoctialis  là một loài thực vật có hoa trong họ Ráy (Araceae). Loài này được Welw. mô tả khoa học đầu tiên năm 1859.